# Chalcosyrphus jacobsoni
Chalcosyrphus jacobsoni is een vliegensoort uit de familie van de zweefvliegen (Syrphidae). De soort komt voor in Europa voor in delen van Zweden, Finland, Noorwegen, het noordoosten van Rusland en Oekraïne. De wetenschappelijke naam van de soort is voor het eerst geldig gepubliceerd in 1921 door Stackelberg.

## Naam
De wetenschappelijke naam van de soort is voor het eerst geldig gepubliceerd in 1921 door Stackelberg. De soort is vernoemd naar de Russische etomoloog Georgiy Jacobson (1871 - 1926). In het Zweeds noemt deze soort Nordlig mulmblomfluga, wat letterlijk vertaald wordt als Noordelijke moerbeivlieg.

## Beschrijving
Chalcosyrphus jacobsoni is een relatief kleine en langwerpige soort, met een lengte van 8 tot 11 mm. De soort is voornamelijk zwart, met gelige scheenbenen. De pootjes zijn ook geel, en de achterpoten zijn relatief dik.

## Voorkomen
De soort komt vooral in Noord-Europa voor, met het grootst aantal waarneming in Zweden, waar het als inheemse soort wordt beschouwd. In Finland en Noorwegen is de soort al één keer waargenomen. Verder waren er ook waarnemingen in het noordoosten van Rusland en in Oekraïne. Buiten Europa komt de soort voor van Siberië tot aan de Grote Oceaan, inclusief het eiland Sachalin.

## Habitat
De soort komt voor in bergbossen met oudere berken, dennen en sparren, en waar veel dood hout is. In Zweden zijn alle waarnemingen gedaan in bossen op een hoogte van 300-500 m.